# روبي ريان (مصور)
روبي رايان (بالإنجليزية: Robbie Ryan)‏ من مواليد 1970، هو مصور سينمائي أيرلندي، حصل على ترشيحٍ لجائزة الأوسكار لأفضل تصوير سينمائي عن فيلم المفضلة للمخرج اليوناني يورجوس لانثيموس. له عدة أفلام بارزة مثل قصّة زواج للمخرج نوح باومباخ وله أفلام أخرى مع هذا المخرج وأيضًا فيلم أنا دانيل بليك لكين لوتش وهو من المصورين المفضلين لكين لوتش.

## المسيرة المهنيّة
وُلد رايان في أيرلندا. في سن الرابعة عشرة، قرر أنه يريد أن يُصبح مصورًا سينمائيًا. رايان هو متعاون متكرر في أفلام أندريا أرنولد وعمل مع كين لوتش في أفلام عدة.